# Хоменко Олег Борисович
Олег Борисович Хоменко (* 9 липня 1936, Біла Церква — † 13 січня 2000) — український письменник і журналіст.

## Біографія
Закінчив агрономічний факультет Білоцерківського сільськогосподарського інституту в 1959 р. Працював літпрацівником Білоцерківської міськрайонної газети «Ленінський шлях», в обласній газеті «Київська правда». Був головним редактором журналів «Ранок» та «Соціалістична культура» (З березня 1984 до серпня 1986 року).
Член Національної спілки письменників України, член Національної спілки журналістів України, лауреат республіканської премії імені Ярослава Галана.
Книги нарисів:
- «Партком в Кухарях»,
- «Здобутки винахідливих» (1961),
- «Щедрою будь, земле» (1962),
- «Слід на землі» (1973);
- збірки оповідань — «Щастя по-італійському»,
- «Гомони, вітре» (1972).
- «Там, вдалині, синій птах» (1987)[1].
- «Обійми спрута» (1991).
- Словник «Язык блатных, язык мафиози» (1999).